# Pauna (ort)
Pauna är en ort i Colombia.   Den ligger i departementet Boyacá, i den centrala delen av landet, 120 km norr om huvudstaden Bogotá. Pauna ligger 1 080 meter över havet och antalet invånare är 2 663.
Terrängen runt Pauna är kuperad åt nordväst, men åt sydost är den bergig. Runt Pauna är det ganska tätbefolkat, med 60 invånare per kvadratkilometer. Närmaste större samhälle är Chiquinquirá, 18,8 km öster om Pauna. I omgivningarna runt Pauna växer i huvudsak städsegrön lövskog.